# Centris brethesi
Centris brethesi är en biart som beskrevs av Carlos Schrottky 1902. Centris brethesi ingår i släktet Centris och familjen långtungebin. Inga underarter finns listade.